# Navarra Women’s Elite Classic
Navarra Women’s Elite Classic oder Clásica Féminas de Navarra ist ein Straßenradrennen im Frauenradsport in Spanien.
Das Eintagesrennen wurde erstmals im Jahr 2019 ausgetragen. Die Strecke führt auf profiliertem Terrain durch die autonome Gemeinschaft Navarra im Norden von Spanien mit Start und Ziel in Pamplona. Das Rennen war 2019 in die Kategorie 1.2 eingestuft, von 2020 bis 2022 in die Kategorie 1.1 und seit 2023 gehört es zur Kategorie 1.Pro.

## Palmarès
| Jahr | Sieger               | Zweiter              | Dritter                   |
| ---- | -------------------- | -------------------- | ------------------------- |
| 2019 | Sarah Roy            | Maria Martins        | Marta Lach                |
| 2020 | Annemiek van Vleuten | Elisa Longo Borghini | Maria Giulia Confalonieri |
| 2021 | Arlenis Sierra       | Ruth Edwards         | Annemiek van Vleuten      |
| 2022 | Veronica Ewers       | Ane Santesteban      | Kristen Faulkner          |
| 2023 | Riejanne Markus      | Tamara Dronowa       | Ella Wyllie               |
| 2024 | Hannah Ludwig        | Arlenis Sierra       | Shirin van Anrooij        |
| 2025 |                      |                      |                           |